# Golfo de Cupica
El golfo de Cupica es un golfo del océano Pacífico ubicado al occidente del departamento de Chocó, en Colombia. Sus aguas bañan el municipio de Bahía Solano.
El golfo está encerrado entre la punta San Francisco Solano, al sur y el cabo Marzo, al norte. En su interior se encuentran las bahías de Solano, Nabugá, Tebada, Chirichiri, Cupica y Octavia. Al norte se encuentra la bahía de Humboldt, un sitio predilecto para el avistamiento de ballenas jorobadas. El golfo es franqueado al occidente por la Serranía del Baudó.